# Tuppy Diack
Tuppy Diack (Invercargill, Nueva Zelanda; 22 de julio de 1930 – Dunedin, Nueva Zelanda; 16 de mayo de 2025) fue un jugador de rugby neozelandés que jugó en la posición de wing.

## Carrera

### Club
| Periodo   | Club          |
| --------- | ------------- |
| 1951-1953 | Otago RFU     |
| 1954      | Southland RFU |
| 1955-1964 | Otago RFU     |

### Selección nacional
Jugó para Nueva Zelanda en una ocasión en 1959 durante la gira de los Leones Británicos e Irlandeses en ese año.

## Tras el retiro
Después de retirarse del rugby en 1964, Diack se mantuvo con entrenador, reclutador y administrador. Llegó a ser entrenador y presidente del Otago University Rugby Club, además de miembro vitalicio del club. También fue reclutador para la delegación de las Universiadas de Nueva Zelanda por 13 años, y también dirigió al equipo juvenil en una gira por Japón. Diack también fue presidente del Otago Rugby Football Union en 2005, además de ser también miembro vitalicio.
También fue maestro y Diack trabajó en el John McGlashan College en Dunedin por 28 años, 13 de ellos como director.